# 小島亜輝子
小島 亜輝子（こじま あきこ、1984年9月17日 - ）は、日本の医師、気象予報士。

## 来歴・人物
群馬県邑楽郡邑楽町出身。佐野日本大学高等学校、慶應義塾大学文学部人文社会学科教育学専攻卒業。
大学卒業後、NHKにキャスターとして入社。その後、フリーアナウンサー、気象予報士として活動。27歳の時に医学部を目指して受験勉強を開始し、31歳の時に聖マリアンナ医科大学医学部医学科に入学。37歳の時に医師国家試験に合格。
気象予報士、ファイナンシャルプランニング技能士3級、秘書検定2級の資格を所持している。

## 過去の出演番組
- デイリーニュース（J:COM北関東） - キャスター
- 中央区広報番組（Baynet） - リポーター
- 葛飾区減災番組（J:COM東葛葛飾） - リポーター
- やまがたニュースアイ（NHK山形） - キャスター
- お元気ですか日本列島（NHK山形） - レポーター
- おはよう日本（NHK山形） - キャスター
- 土曜、日曜あさいちばん（NHKラジオ） - キャスター